# Sandvig (Lyksborg)
 For alternative betydninger, se Sandvig. (Se også artikler, som begynder med Sandvig)
Sandvig (dansk) eller Sandwig (tysk) er en strand og en bebyggelse beliggende ved bugten af samme navn ved Flensborg Fjord nordvest for Lyksborgs indre by i det nordlige Angel i Sydslesvig i det nordlige Tyskland. Mod syd grænser Sandvig op til Kildedalen og Vesterværk Sø, et tidligere nor af Flensborg Fjord. Sandvig er i dag stærkt præget af turisme. Allerede i 1875 blev strandhotellet indviet.
Sandvig (≈den sandige bugt) er første gang nævnt i 1685. Der er flere steder ved samme navn i Danmark og Norden (sml. Sandviken på Gotland). Området hørte i den danske periode under Munkbrarup Sogn i Munkbrarup Herred. 1753 bestod Sandvig af kun et kådnersted (husmandssted). Senere kom en perlemølle til. Møllen blev dog revet ned 1821. I midten af 1900-tallet bestod stedet af 2 kåd og en gård. Gården var tidligere en frigård, som hørte den danske stat og tjente skovfogeden om bolig. 1864/66 blev Sandvig som det øvrige Sydslesvig tysk. 1871 kom Sandvig under Skovsende Kommune. Fra cirka 1872 begyndte turismen at præge stedet, hvor der op gennem årene er blevet bygget en række hoteller. Det 1877 opførte Hotel Bellevue blev senere etn katolsk børnehjem. I 1889 kom området til flækken Lyksborg.

## Weblinks
- Wikimedia Commons har flere filer relateret til Sandvig